# 北部ノールランド控訴裁判所
北部ノールランド控訴裁判所（ほくぶノールランドこうそさいばんしょ、スウェーデン語: Hovrätten för Övre Norrland）とは、スウェーデンのヴェステルボッテン県とノールボッテン県の全域を担当する高等裁判所である。控訴裁判所の建物はウメオにあり、街で最も古い建物の1つである。ウメオの街は1888年の大火で大半が破壊されたので、それ以前に建てられた石造りの建物で現存するものは少ない。

## 控訴裁判所
北部ノールランド控訴裁判所がグスタフ5世によって設置されたのは、1936年12月16日である。設置の理由はストックホルムのスヴェア控訴裁判所の業務削減である。現在の控訴裁判所の所長は2012年に就任したマーガリエッタ・バリストローム（Margareta Bergström）である。前任者はアンダーシュ・イアスバイウス（Anders Iacobaeus）だった。控訴裁判所の所長は管理部門と裁判部門の両方を統括し、順番に業務を行う。
- 北部ノールランド控訴裁判所の紋章
- 赤が裁判所の管轄地域
- 控訴裁判所の開所式で、グスタフ5世の到着を待つ儀仗兵。

## 建物
裁判所の建物は1886～1887年に建てられたネオルネッサンス建築の建物であり、設計者はヨアン・ノルドクイスト（Johan Nordquist）である。建物は完成後数年は国民学校の教師の教習所として使われた。建物には校長の住居や教室、講堂や体育館があり、建物の周りには小さな公園があった。1920年代になると教習所ではなく、図書館や博物館を備えた市民センターとして使われるようになり、大講堂は劇場やコンサート・ホールとして使われた。建物は1950年代に東西に増築され、後に建物の内部も改築された。その後も改築は何度か行われ、最近の改築は1999年だった。